# Lucy in the Sky with Diamonds
»Lucy in the sky with diamonds« je skladba britanske skupine The Beatles, ki sta jo napisala John Lennon in Paul McCartney. Prvič je izšla leta 1967 na albumu Sgt. Pepper's Lonely Hearts Club Band.
Navdihnila jo je slika Lennonovega sina Juliana. Julian je v vrtcu narisal sošolko Lucy z očmi v obliki diamantov. Kasneje jo je pokazal očetu in rekel, da je to »Lucy — in the sky with diamonds« (Lucy — v zraku z diamanti).
Po izidu albuma so se pojavile špekulacije, da naslov namiguje na uporabo droge LSD (kot so začetnice samostalnikov v naslovu), kar je Lennon vztrajno zanikal. Leta 1974 so arheologi našli razmeroma dobro ohranjen fosil človečnjaka vrste Australopithecus afarensis in ga poimenovali Lucy po tej skladbi, ki so si jo nenehno predvajali v taboru.